# Casavieja
Casavieja – gmina w Hiszpanii, w prowincji Ávila, w Kastylii i León, o powierzchni 39,25 km². W 2011 roku gmina liczyła 1575 mieszkańców.